# Pebrot del piquillo

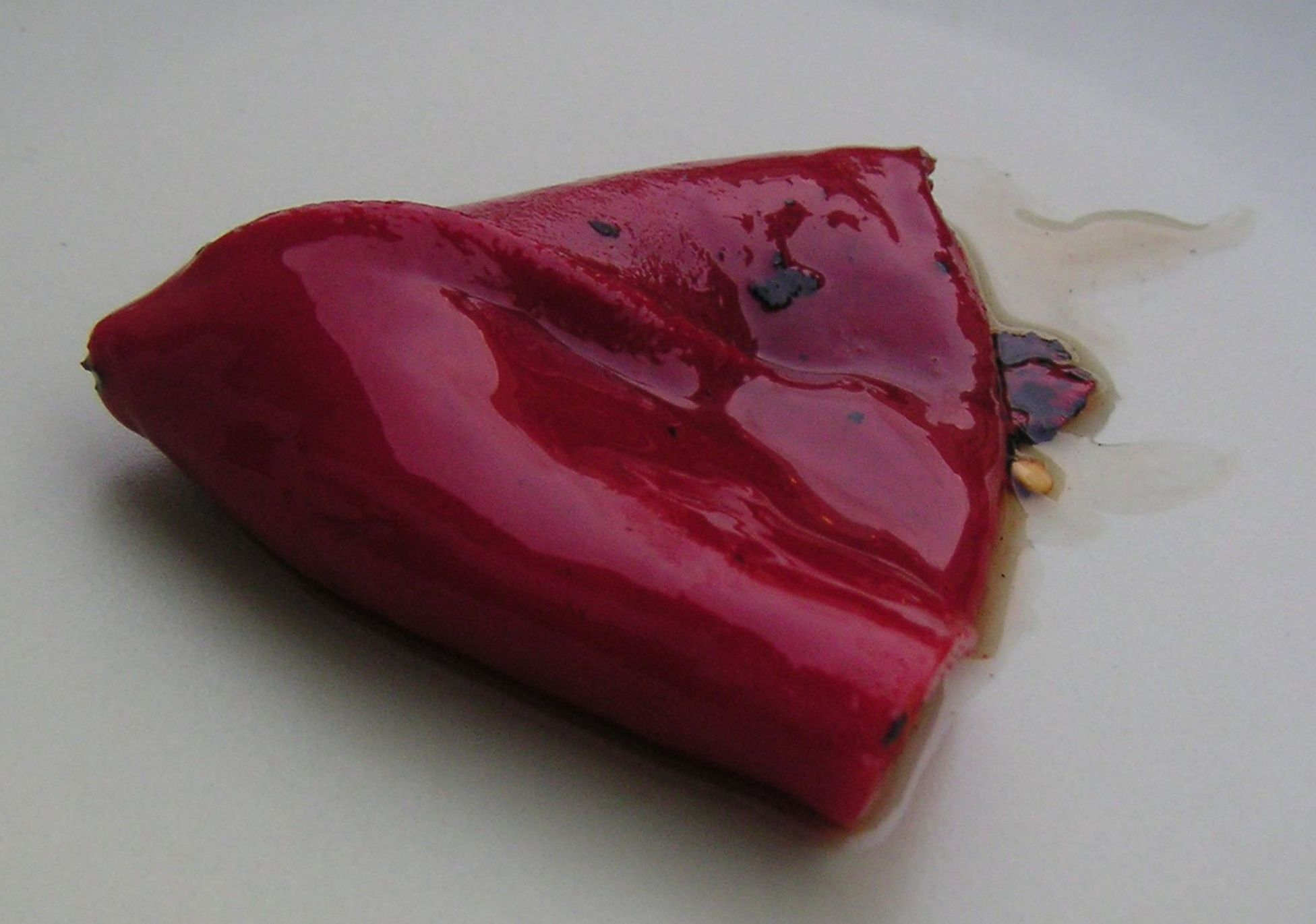
Pebrot del piquillo

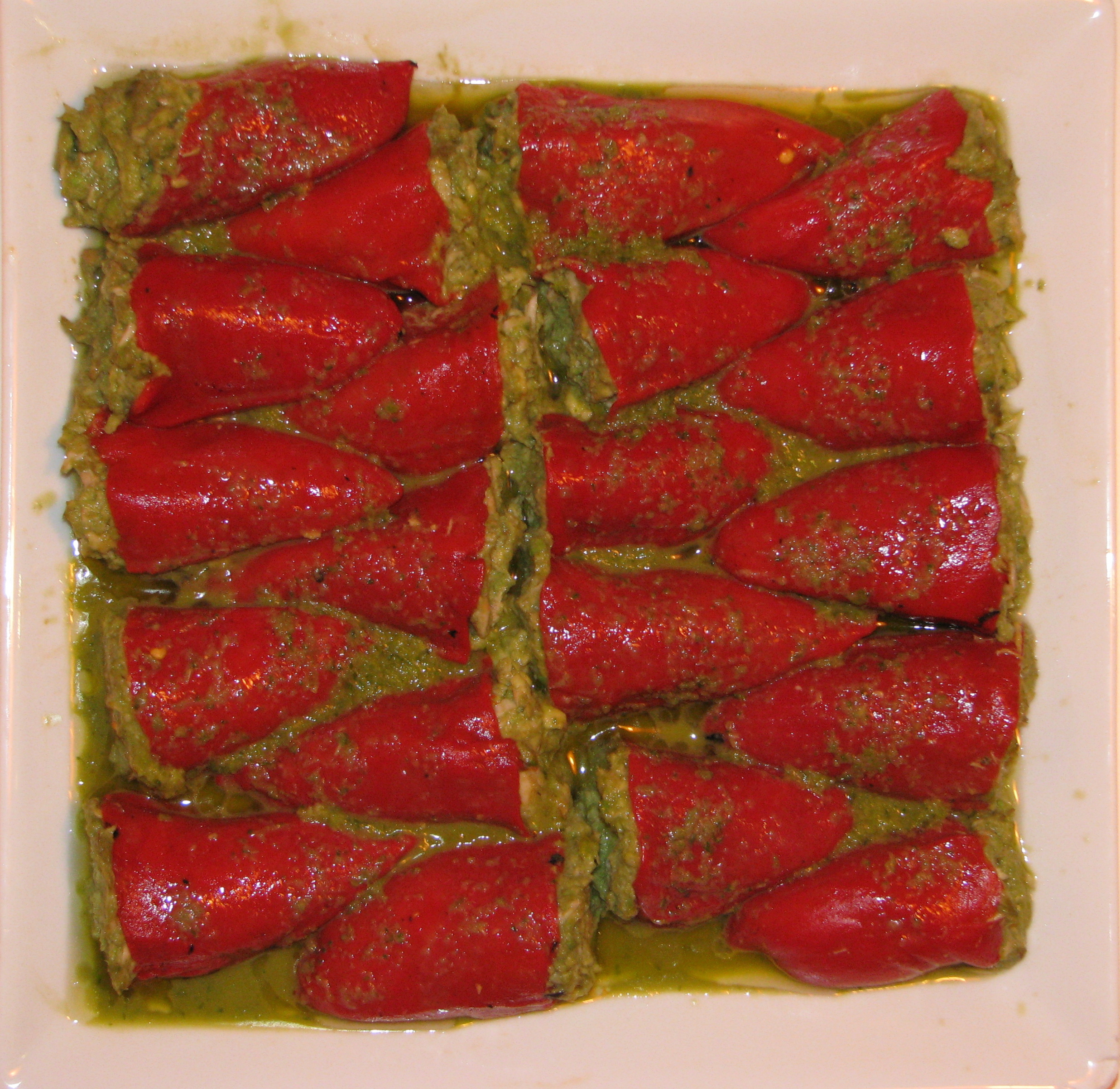
Pebrots del piquillo farcits amb tonyina

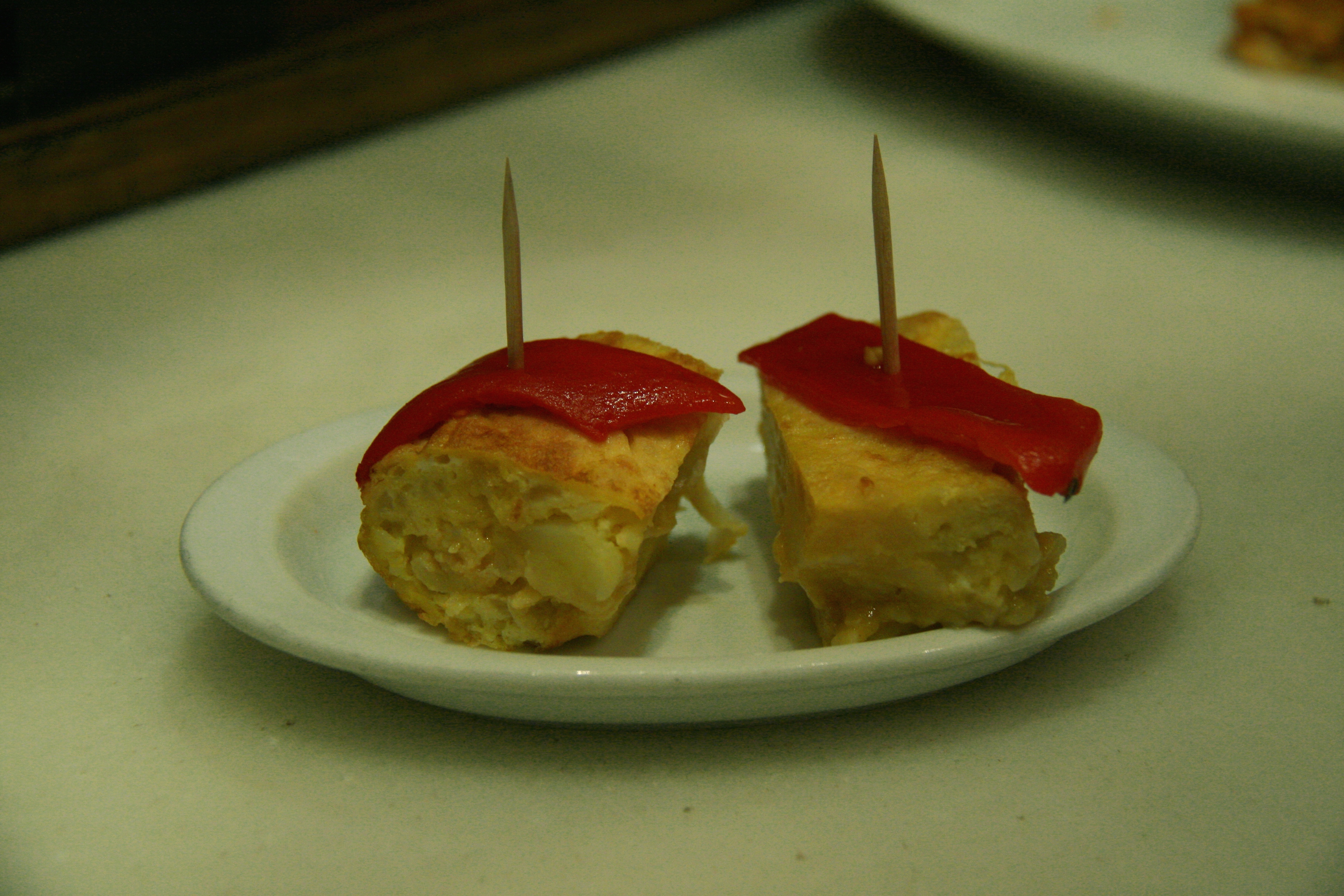
A vegades s'empren com decoració de tapes

El pebrot del piquillo (del castellà pimiento del piquillo) és un tipus de pebrot produït a Lodosa (Navarra). El que és produït a Espanya està protegit per la Denominació d'Origen Piquillo de Lodosa. Se sol preparar al forn i es pot trobar envasat.

## Característiques
La forma és triangular al voltant de 7 cm de llarg, no gaire carnós, pell dura i un color vermell encès. S'admeten llistes verdes al llarg de la seva carn que es denominen "entremesclats" i que, paradoxalment agraden més als mateixos productors que als forans.
El més particular d'aquest producte és la forma de preparació per a l'envasament en llaunes. El procés consisteix a rostir, o bé en una superfície de carbó vegetal o mitjançant gas a través de bombos giratoris en què el pebrot durant procés mai han d'entrar en contacte amb l'aigua, ja que perdria l'aroma i el gust.

## Història
L'origen del pebrot es remunta a temps preincaics i se situa a l'Amèrica del Sud. En el seu primer viatge, Cristòfor Colom va dur a Europa els pebrots americans. Amb el pas dels anys es van desenvolupar diferents varietats de pebrots a Espanya, un d'ells és el pimiento del piquillo, majoritàriament conreat a Lodosa. Entre 1994 i 1996 es van exportar llavors d'aquesta hortalissa al Perú, que van ser sembrades i collides per empresaris peruans amb gran èxit. Avui aquest producte és fàcilment accessible al Perú per preus significativament menors que els de la varietat espanyola, i amb una qualitat similar.

## Preparacions
Se solen preparar farcits, a la paella (escalfats en paella amb una mica de sucre, una mica de vinagre de Mòdena, sal i oli fins que la salsa que deixen anar espesseixi i caramelitzi) o també en cru (amb una mica d'oli d'oliva verge, sal i alls laminats finament). Se solen acompanyar amb carn o amb truita de patates i peixs blaus. La seva preparació en forma de farciments és molt popular a causa de les característiques resistents de la seva pell que permet emprar qualsevol farciment, pot estar coberta de diverses variants, com ara botifarra amb arròs. de bacallà, etc.